# Альмада, Мартин
Мартин Альмада (исп. Martín Almada; 30 января 1937, Пуэрто-Састре, Альто-Парагвай, Парагвай — 30 марта 2024, Асунсьон, Парагвай) — парагвайский педагог, адвокат по правам человека и правозащитник. Обнаружил архивы террора — досье, отчёты и переписка между разведывательными организациями диктаторских режимов стран Южного конуса по поводу нахождения и уничтожения диссидентов и оппозиционеров в ходе операции «Кондор», от которой сам пострадал во время диктатуры Альфредо Стресснера (подвергался пыткам на допросе Антонио Кампоса Алума).
Умер 30 марта 2024 года в возрасте 87 лет.